# Parrondo-Paradoxon
Das Parrondo-Paradoxon ist ein Paradoxon der Spieltheorie, das besagt, dass es in bestimmten Fällen möglich ist, aus zwei Spielen mit (auf lange Sicht) sicherem Verlust ein Spiel mit sicherem Gewinn zu machen, wenn man sie abwechselnd spielt.
Der spanische Physiker Juan Manuel Rodriguez Parrondo (* 1964) beschrieb das Paradoxon 1996 im Rahmen von Brownschen Ratschen und Maxwells Dämon. Es wurde vom Biomedizin-Ingenieur Derek Abbott 1999 analysiert, der es nach Parrondo benannte.
Inzwischen wurde es zur Erklärung der verschiedensten Phänomene herangezogen, zum Beispiel in der Evolutions- und Populationsbiologie sowie bei Finanzinvestitionen. Zum Beispiel wurde versucht damit zu erklären, warum Lebewesen einzellige und vielzellige Formeln abwechseln oder Tierpopulationen zwischen Kolonien und Wanderung Einzelner wechseln.

## Beispiel
Das Standardbeispiel besteht aus zwei Spielen A, B von Münzwürfen. Der Verlust und der Gewinn sind vom selben Betrag (eine Einheit).
- Spiel A: Münzwurf mit einer Münze, die eine Gewinnwahrscheinlichkeit {\displaystyle P=0{,}5-\epsilon } (mit kleinem {\displaystyle \epsilon >0}) hat.
- Spiel B: Man wirft mit zwei Münzen, je nach noch vorhandenem Eigenkapital. Ist das Kapital ein Vielfaches einer ganzen Zahl {\displaystyle M}, wirft man mit einer schlechten Münze (Gewinnwahrscheinlichkeit {\displaystyle 0{,}1-\epsilon }), falls nicht mit einer guten Münze (Gewinnwahrscheinlichkeit {\displaystyle 0{,}75-\epsilon }).

Jedes Spiel für sich liefert auf lange Sicht mit Sicherheit Verlust (bei geeigneter Wahl der Wahrscheinlichkeiten und von {\displaystyle M}). In ihrem ursprünglichen Aufsatz von 1999 benutzten Harmer und Abbott {\displaystyle M=3} und {\displaystyle \epsilon =0{,}005} und zeigten die Verlusteigenschaft durch Simulation. Spielt man dagegen abwechselnd die beiden Spiele in der Reihenfolge AABBAABB…, so ergibt sich eine Gewinnstrategie (von Abbott, Harmer mit der Theorie der Markowketten gezeigt). Das hängt jedoch stark von der Reihenfolge ab (ABABAB… ist ein Verlustspiel). Die beste Strategie hängt von {\displaystyle M} ab. Das Aneinanderreihen von AB ist am besten für {\displaystyle M=2} und {\displaystyle M=4}, das von ABBAB ist am besten für {\displaystyle M=3}.

## Sonstiges
Nach Abbott kann es wahrscheinlich nicht bei Kasinospielen angewandt werden, da die Voraussetzung konvexe lineare Kombinationen in einem nichtlinearen Parameterraum ist, bei Kasinospielen aber so weit bekannt lineare Parameterräume vorliegen. In einem Artikel der New York Times wird Abbots Ansicht zitiert, man könne das Phänomen der gestiegenen Popularitätswerte für US-Präsident Bill Clinton während der Lewinsky-Affäre, nachdem er die sexuelle Beziehung zu der Praktikantin Monica Lewinsky nicht mehr leugnete, im Kontext des Parrondo-Paradoxons lesen.
Der Physiker Sergei Maslow fand bei der Suche nach praktischen Anwendungen für Parrondo-Reaktionen bei der Analyse von Investmentstrategien Hinweise, dass sich verlustträchtige Aktien durch einen geeigneten Ratschen-Effekt zu einem Gewinnportfolio kombinieren lassen könnten.